# Samuel Flatto-Sharon
Samuel Flatto-Sharon (hébreu : שמואל פלאטו-שרון), dit Samy Flatto-Sharon (né Samuel Scheiwitz le 18 janvier 1930 à Łódź et mort le 7 décembre 2018 à Ramat Gan) est un homme d'affaires et homme politique franco-israélien.

## Biographie

### Famille

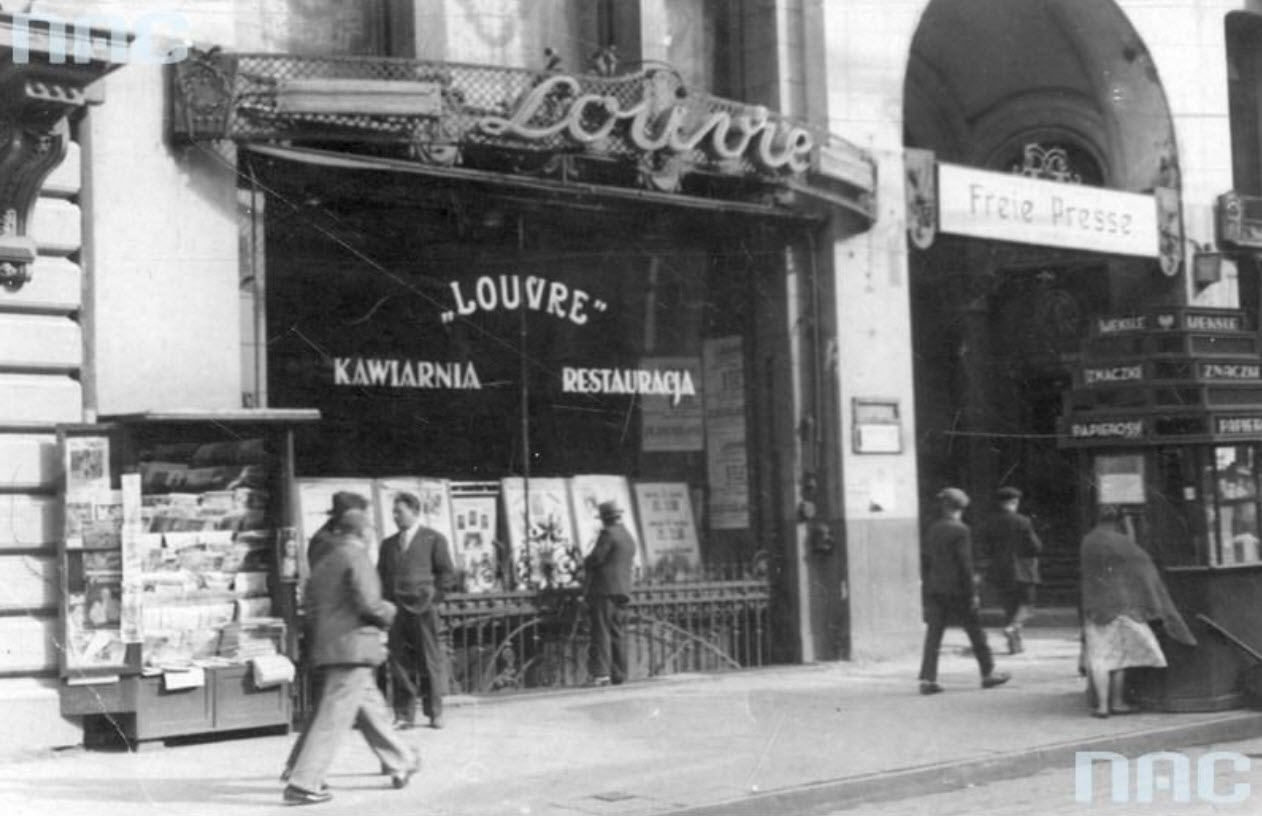
Rue de Łódź, 1930

Samuel Flatto-Sharon, fils de Joseph et Esthera Scheiwitz, est né en Pologne. Ses parents se sont mariés lors d'un mariage juif mais n'ont pas été enregistrés ; le nom de famille de Samuel Scheiwitz est donc celui de sa mère. Quand il a environ trois ans, celle-ci déménage en France et il grandit auprès de ses grands-parents à Łódź. 
Au début de l'Occupation allemande, déguisé en fillette de 7 ans et muni de faux papiers, il réussit à fuir son pays natal et gagne Paris. 40 membres de sa famille, son père inclus, meurent dans les camps de la Shoah. Après la guerre, il prend le nom de son grand-père puis fréquente le lycée à Paris et Strasbourg et il rejoint la ligue de la Jeunesse Communiste en 1945.

### Entrée en affaires
À 14 ans, il commence à vendre des cigarettes aux soldats et aux étudiants. Il fait ensuite fortune dans le recyclage du papier, des chiffons, de la ferraille et des métaux, ce qui lui a valu le surnom de « Roi des chiffonniers de Paris » par les médias. À 21 ans, il se lance dans le secteur de l'immobilier et élargit ses affaires notamment dans les papeteries, la restauration, les discothèques et les cabarets. À 25 ans, il est à la tête d'une flotte d'une dizaines de camions de transport de marchandises à travers la France... Il liquide une bonne partie de ses affaires pour se lancer dans le pétrole et l'exploitation forestière et les métaux précieux en Afrique.
Ses affaires notamment dans l'immobilier prennent une envergure internationale et deviennent de plus en plus ambitieuses, il multiplie les investissements dans de grands projets sur tous les continents, à Paris, New York, Rio de Janeiro, Caracas, Tel-Aviv, etc.

#### Fréquentations
Flatto-Sharon pourrait être à l'origine du conflit entre Tany Zampa et Jacky Imbert, deux parrains du crime organisé marseillais. En effet, selon Roger Chiotti, un voyou français interrogé dans une affaire à Rome, Zampa extorquait de l'argent à Flatto-Sharon et les deux se rendaient des services mutuels. Imbert, en compagnie de Roland et Serge Cassone et d'Henri Bernasconi, un ancien de la bande de Zampa auraient profité d'une absence de Zampa pour mettre à l'amende Flatto-Sharon. Enlevé à Paris et emmené dans le coffre d'une voiture en Suisse, Sharon aurait vidé le contenu d'un de ses coffres suisse pour un montant de 8 millions de francs. À son retour, Sharon met au courant Zampa qui demande à Imbert de le rembourser. Chiotti explique que « Il faut comprendre que les raisonnements de ces personnes finissent toujours par la même conclusion : tuer quelqu'un ».
Le 1er février 1977, Imbert fait l'objet d'une tentative d'assassinat dont il ressort grièvement blessé mais vivant. C'est le début en France de ce que la police française va appeler « la guerre de cent ans » qui se terminera en 1987. Quelques jours plus tôt, le 28 janvier 1977, le gouvernement français avait demandé l'extradition de Flatto-Sharon pour un dossier comptant trente et un mandats d'arrêt et cinq condamnations. À plusieurs reprises, le député Jacques Soustelle se rendra en Israël pour servir d'« intermédiaire » entre Flatto-Sharon et le gouvernement français, et s'entretiendra de cette affaire avec Maurice Papon, alors ministre du budget. 

### Émigration vers Israël
En 1972, il effectue son alya en prenant la nationalité israélienne, fuyant ainsi la justice qui l'accuse d'avoir dissimulé 60 millions de dollars, il quitte la France et part s'installer en Israël. En 1975, Michel Poniatowski, ministre de l'intérieur, lance un mandat d'arrêt international contre lui.

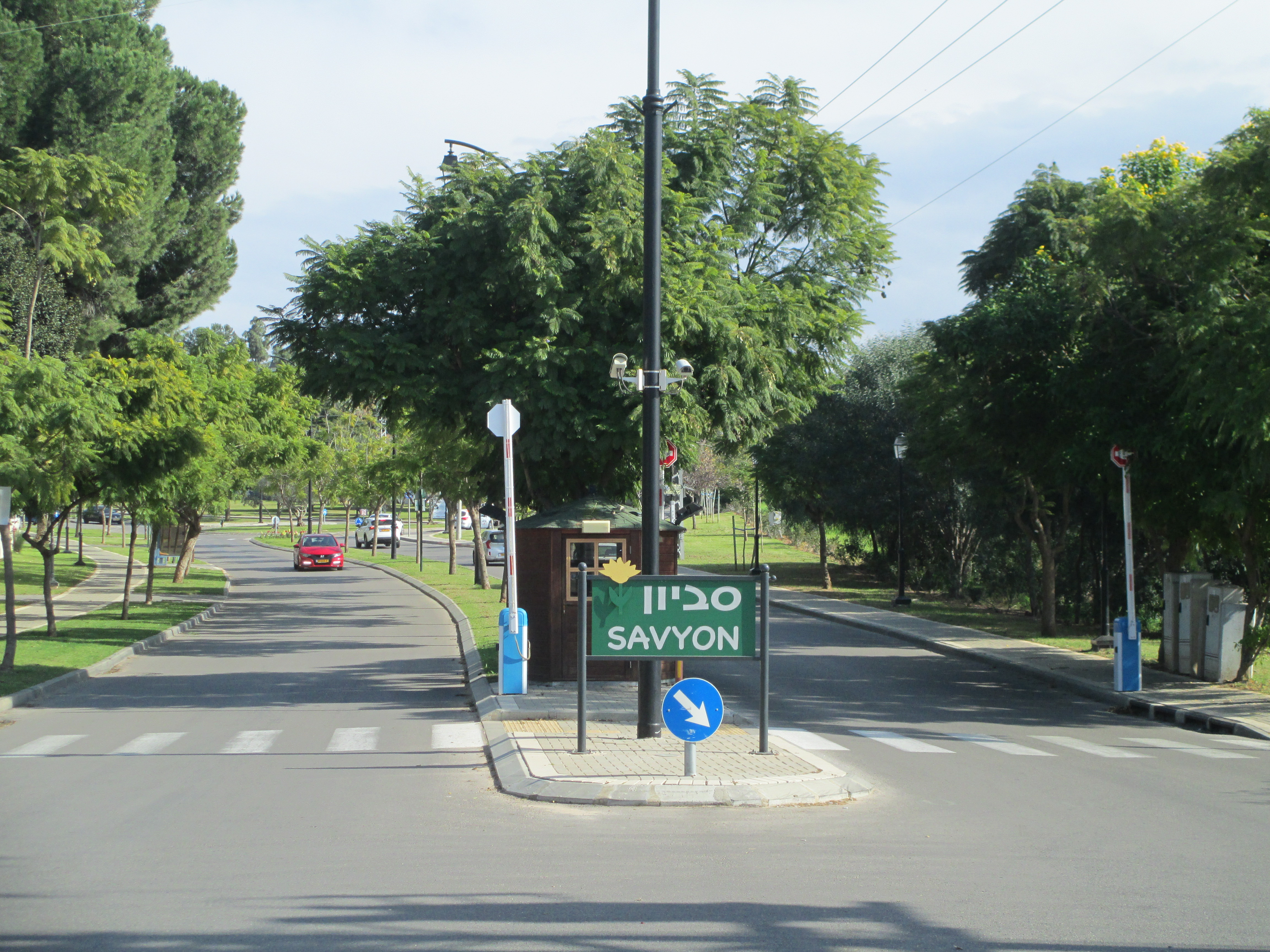
Entrée de Savyon

Il achète la villa d'un Américain, Shmuel Wong, conçue par l'architecte Mordechai Ben Horin et vaste de 1 400 mètres carrés à (en) Savyon dans une banlieue huppée de Tel Aviv et se lance immédiatement dans les affaires en Israël. Il commence par un grand investissement en rachetant la société Lévinsky qui lui permit d’acquérir le terrain de 6 000 m2 sur lequel est construite aujourd’hui la nouvelle gare routière. Il entreprend également un partenariat avec l'homme d'affaires Avraham Pilz, avec qui il crée le (en) Dizengoff Center, le premier centre commercial d'Israël, en haut duquel il installe ses bureaux.
En 1979, Flatto Sharon fourmille d'initiatives : il lance des commandos à la recherche de l'ancien président ougandais Idi Amin Dada, monte une opération pour retrouver les Mercedes volées en Israël et enfouies dans le Sinaï, propose d'accueillir le chah d'Iran et veut sauver la société Manufrance. L'année suivante, il est président d'un groupe appelé « le Congrès mondial pour la défense des juifs opprimés » qui prétend vouloir assurer la protection des Juifs en Europe mais ses offres de services en France ou en Belgique reçoivent un accueil défavorable.
Grand débatteur et sioniste convaincu, il participe régulièrement à des émissions de télévision. Il est lui-même animateur d’une émission « Flatto-Sharon bli ‘heshbon » (Flatto-Sharon sans responsabilité), diffusée sur de nombreuses stations dont Radious 100, Lev HaMedina, Radio Haïfa et Radio Darom FM au Moyen-Orient, dans laquelle il invite les personnalités situées à gauche afin de les pourfendre. Sur son site Jérusalem-Plus, il enregistre quotidiennement une chronique-vidéo dans laquelle il commente l'actualité avec verve et conviction, en dénonçant les attaques à Israël ou à Tsahal, venant de l’extérieur comme de l’intérieur du pays : les associations Shalom Akhshav, B’Tselem, les députés arabes israéliens ou le journaliste Gideon Lévy du journal « Haaretz » figurent parmi ses « cibles » préférées. Son accent français, ses approximations grammaticales et syntaxiques en hébreu, et sa force de conviction font les bonnes heures de ses interventions sur les plateaux de télévision et suscitent l'intérêt du public pour ce personnage haut en couleur dont la presse israélienne couvre largement l'épopée, pendant plus de trois décennies. Durant les années 1980, il devient célèbre et mène grand train avec Annette, sa deuxième épouse, en organisant des fêtes prestigieuses chez eux à Savyon où il invite d'autres hommes d'affaires et des célébrités.

### Carrière politique en Israël
Pour éviter de se faire extrader, Samuel Flatto-Sharon décide de se lancer en politique et de se faire élire député à la Knesset pour bénéficier de l'immunité parlementaire, en 1977. Il crée un parti indépendant, « Développement et Paix » (Pituach VeShalom). Il fait une campagne populiste de droite en parlant mal l'hébreu et en lisant des fiches. Il explique clairement que sa candidature ne se justifie que pour échapper à la justice française. Son parti fait 2 % aux élections et gagne deux sièges. Mais comme sa liste ne comprend qu'un candidat, c'est-à-dire lui-même, un seul siège est pris. Son élection a surpris de nombreux commentateurs politiques et provoqué des remous en Israël. Les analystes expliquent que son élection est due aux sentiments antifrançais à la suite du refus de la France d'extrader Mohammed Abou Daoud, recherché en Israël pour le massacre des athlètes israéliens aux Jeux Olympiques de Munich en 1972. Élu, il participe au vote d'une loi en 1978 interdisant l'extradition de citoyens israéliens. Pendant son mandat à la Knesset, il s'implique dans des négociations pour libérer les prisonniers de guerre israéliens. Son assistant et bras droit est Saturn Kalmanovich, qui a ensuite été emprisonné pour espionnage puis est mort assassiné.
En 1977, il trouve opportun à l'approche des élections de changer son nom pour « Shmuel Sharon ». La même année, il lance dans un hébreu approximatif à ses contradicteurs à la Knesset la question « Ma assita bishvil HaMédina ? » (Qu’as-tu fait pour le pays ?), une phrase qui marque la conscience du public, qu'il répètera dans ses discours électoraux et qui, pour tous les Israéliens qui la réutilisent ou l'entendent, reste assimilée à Samuel Flatto-Sharon. 
Il perd aux élections législatives de 1981 et de 1984, et son parti disparaît.
En décembre 2014 , avant les élections à la Knesset, Flatto-Sharon annonce qu'il se présenterait aux primaires pour une place sur la liste du Likoud mais finalement, retire sa candidature deux jours avant les primaires.

### Affaires judiciaires
Samuel Flatto-Sharon a été condamné 36 fois en France dont une à 10 ans de prison par contumace en 1979 pour fraude fiscale, détournements et abus de confiance, chèques sans provision et pots-de-vin. 
Après avoir perdu son siège à la Knesset en 1981, Sharon reprend ses affaires. Lui et sa femme deviennent des célébrités connues pour leurs fêtes dans leur luxueuse villa de Savyon en compagnie d'hommes d'affaires et d'autres célébrités. Le gouvernement français continue à maintenir un mandat d'arrêt international à son encontre, ce qui fait qu'il sort rarement d'Israël. En 1985, il est arrêté à Milan à la demande de la France puis libéré sous caution ; il s'enfuit d'Italie cinq mois plus tard.
Le 8 août 1984, il est condamné en Israël à trois mois de prison pour fraude électorale pour sa campagne de 1977. Il est soupçonné d'avoir acheté des voix en promettant des appartements à de jeunes couples, des maisons à d'autres à prix réduit et d'avoir embauché sur ses propres moyens des dizaines de milliers de personnes et de les avoir conduites aux urnes, pour un coût de près de 2 millions de francs,,. La sentence se change en travail d'intérêt général (et quinze mois de probation) dans les locaux de la police où il trie des fiches.
Au début des années 1990, après avoir appris qu'Interpol n'émettait plus de mandat d'arrestation contre lui, Sharon s'envole pour l'Italie pour un voyage d'affaire. Il est arrêté à son arrivée à Rome. Faisant face à une possible extradition vers la France, il s'échappe à nouveau déguisé en femme avec un faux passeport. 
En 1992, il demande à un tribunal de Tel Aviv de le déclarer insolvable, « apparemment pour échapper à une amende de 35 millions de dollars au profit de l’entreprise française Parisienne de Participation, qui l’avait poursuivi devant les tribunaux en Israël ».

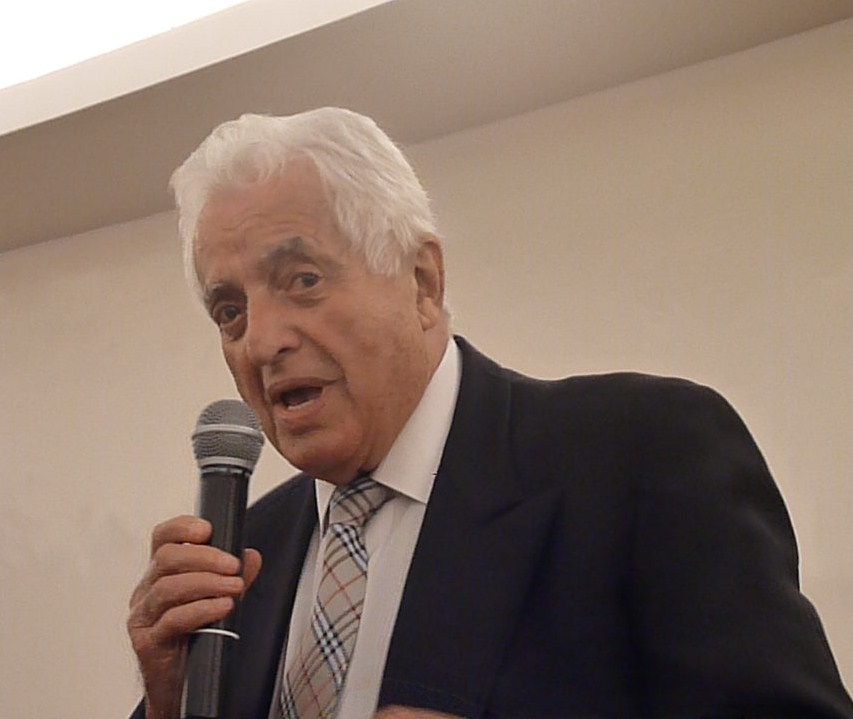
Shmuel Flatto-Sharon à Dizengoff, 2012

Samuel Flatto-Sharon est impliqué dans plusieurs affaires de criminalité financière, notamment la faillite frauduleuse en 1995 de la société papetière JOB, surnommé l'opération « Gecco » par les médias, une fraude à l'assurance au détriment de la société La Paternelle en 1974 et une fraude électorale, entre autres. En 1998, il est arrêté à Tel-Aviv avec trois collaborateurs et est mis en accusation par la justice d'Israël, soupçonné d'avoir mis le feu à une collection de peintures de Mikhaïl Chemiakine dans le but de toucher la police d'assurance d'une valeur de 10 millions de $ dans l'auditorium de Mann à Tel-Aviv. Un témoin l'accuse ; il fait trois jours de prison et il est sujet à deux semaines d'assignation à domicile. 
En 1995, il déclare avoir réglé ses dettes fiscales envers la France pour un montant de 60 millions de francs et met ainsi fin à 23 procès ; il a effectivement dû payer une amende de 41 millions de dollars décidée par la juge israélienne (he) Hadassah Ben-Itto, après un procès de dix années, pour solde de son affaire pénale avec les autorités françaises,. 
En février 2000, il est condamné par le tribunal du district de Tel Aviv pour réception frauduleuse de dix millions de francs d'une entreprise en France, à onze mois de prison, trois ans de sursis et 1,2 million de dollars de dommages-intérêts à la société française,. Selon le site israélien Ynet, il passe « plusieurs mois dans une prison israélienne... pour honorer (sa) condamnation pour corruption en France », alors âgé de 70 ans.

### Philanthropie

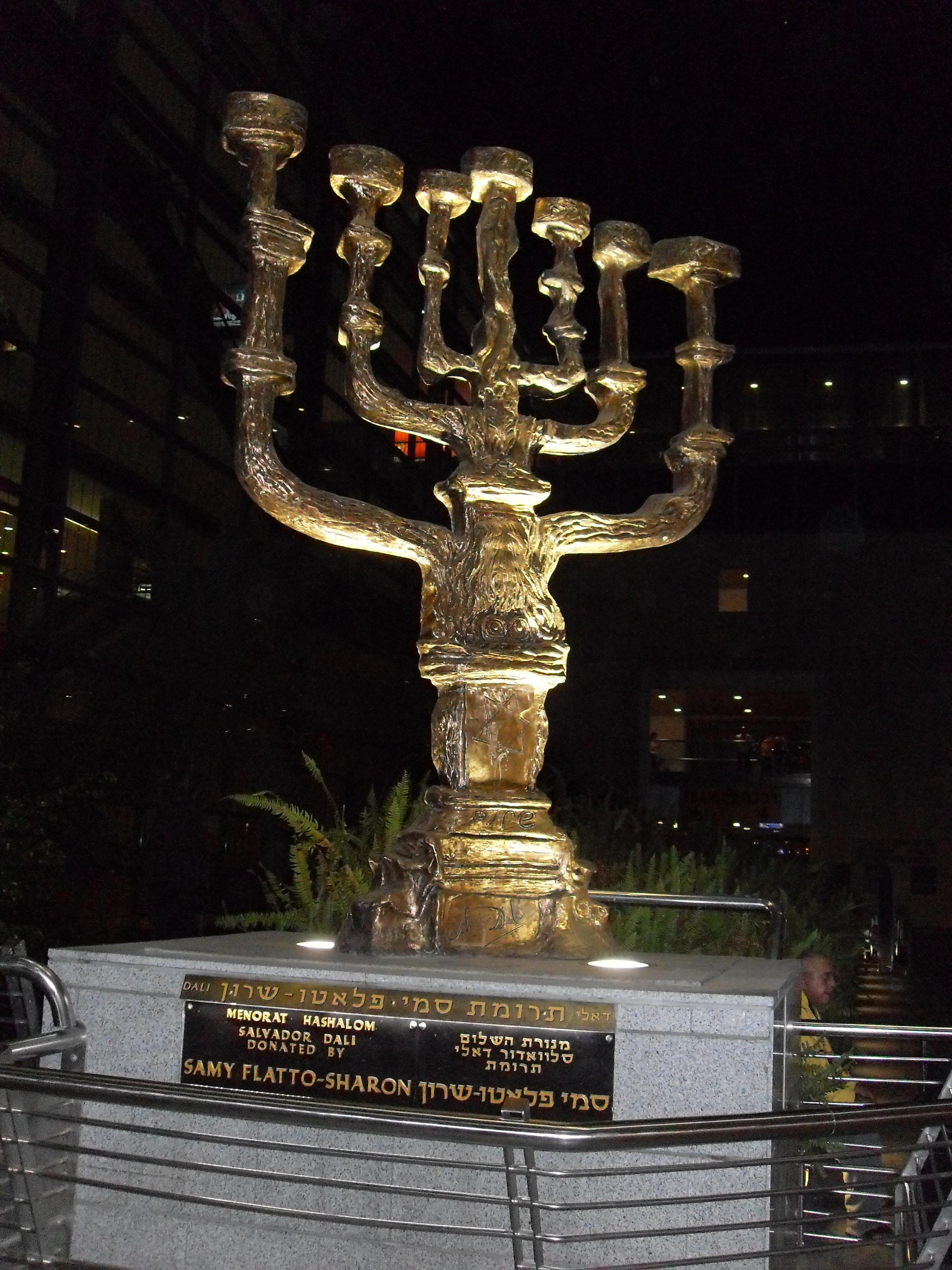
Ménorah Dali à l'aéroport Ben Gurion d'Israël, offerte par Flatto-Sharon

Pendant la formation de son parti politique et plus encore pendant l'élection, il agit pour prouver le sérieux de ses intentions dans sa capacité à contribuer à la société avec son propre argent ; il lance diverses actions pour les nécessiteux et fait des dons aux institutions et aux entreprises publiques.
En 2007, il joue dans une campagne publicitaire pour une société de saucisses et fait don de son salaire à une association caritative.
« Quand une étude réalisée par l’hôpital Belinson (Petah Tikva) révèle qu’un environnement artistique accélère le processus de guérison des patients, Flatto-Sharon décide de lui offrir sa collection de reproductions des plus grandes peintures au monde » qui trône désormais dans le hall de la tour principale, baptisé « Musée d'histoire de l'art Samuel Flatto-Sharon ». Il offre également au jardin de cet établissement plusieurs sculptures du plasticien Yaakov Agam.
La grande Ménorah de la paix en bronze de Salvador Dali, de 1980, qui accueille le visiteur du terminal 3 à l'aéroport international Ben Gourion de Tel Aviv, a également été offerte par Flatto-Sharon, comme l'a également été la mezouzah géante fixée à l’entrée principale du Kotel (mur des Lamentations).

### Fin de vie
En 2014, il participe en tant qu'invité à un épisode de la série télévisée du réalisateur et humoriste israélien (en) Naor Zion. Il présente encore sa dernière émission de radio locale sur Radious FM en 2017.
Il meurt en 2018 à Ramat Gan à 88 ans, après trois mois d'hospitalisation à la suite d'une crise cardiaque. Il est inhumé au cimetière de Savyon.
S'étant marié trois fois, il laisse une épouse prénommée Clara et deux enfants de son premier mariage, Hilda, médecin et homéopathe et de son deuxième, Yoav, homme d'affaires privé,.